# Hey Hey Hey
«Hey Hey Hey» — песня, записанная Кэти Перри для её четвёртого студийного альбома Witness. Видеоклип на песню вышел 21 декабря 2017 года, в своем Инстаграм Перри подтвердила, что песня не является новым синглом, а клип — подарок фанатам на Рождество. Однако 12 января песня была отправлена на радиостанции Италии, что сделало её официальным четвёртым синглом на территории этой страны[стиль].
Он был отправлен на итальянские современные хит-радиостанции 12 января 2018 года компанией Universal Music Group в качестве пятого сингла из альбома. Песню написали Перри, Сиа Ферлер, Сара Хадсон, Макс Мартин и Али Паями, а продюсированием занимались Мартин и Паями. "Hey Hey Hey" - это рок и электроника, мрачная поп-музыка и электропоп.трек о расширении прав и возможностей женщин. Рецензенты предположили, что песня также была о кандидатах на президентские выборы в США в 2016 году Дональде Трампе и Хиллари Клинтон.

## Запись и композиция
Австралийская певица и автор песен Sia (на фото в 2011 году) помогла соавтором песни.
"Hey Hey Hey" был записан в студии MXM в Лос-Анджелесе, Калифорния, и в Wolf Cousins Studios в Стокгольме, Швеция. Он был сведен на MixStar Studios в Вирджиния-Бич, штат Вирджиния, Сербаном Генеа и Джоном Хейнсом, а мастеринг произведен в Sterling Sound в Нью-Йорке Рэнди Мерриллом. Его написали Кэти Перри, Сиа Ферлер, Сара Хадсон, Макс Мартин и Али Паями, а продюсерами выступили Мартин и Паями. Мартин исполнил перкуссию на треке, а Паями предоставил перкуссию, бас, синтезатор и фортепиано. Кори Байс и Джереми Лертола работали помощниками инженера.и Питер Карлссон был признан вокальным продюсером. Перри исполнила ведущий и бэк-вокал для "Hey Hey Hey", а Astrid S обеспечила дополнительный бэк-вокал. Песня является вторым треком на Witness (2017), пятом студийном альбоме Перри.
В музыкальном плане "Hey Hey Hey" - это рок и электроника, мрачная поп-музыка и песня в стиле электропоп "2000-х".  Он лирически «утверждает, что женщины могут быть сложными людьми с множеством личностных качеств» и затрагивает темы расширения прав и возможностей женщин.  Энни Залески из The AV Club написала, что «песня изображает узкую версию женственности и успеха - помаду и платье, и богатство, соответственно - и увековечивает надоедливые стереотипы о сильных женщинах». Лирика из "Hey Hey Hey" включает: "Горячий маленький ураган / Потому что я женственная и мягкая, но я все еще босс, да / Красная помада, но все еще такая грубая, да / [...] Я чувствую запах как роза, и я пронзаю, как шип », и« У меня нет ниточек / я не маленькая марионетка ».  На протяжении всей записи Перри отрицает, что «она хрупкая маленькая Фаберже »,  и называет себя «опытным пиарщиком». Сценарист NME Леони Купер описала строчку « Мэрилин Монро в грузовике-монстр» как «ретро-встречу- мусор», на которую повлияла Лана Дель Рей .

## Критический прием
После его выпуска музыкальные критики дали смешанные отзывы "Hey Hey Hey". Сэл Чинквемани из журнала Slant Magazine похвалил Перри за то, что он «показал себя максимально эффективно и удобно».  Idolator писатель Майк Wass положительно сравнила трек материал из американской певицы Бритни Спирс "седьмого студийного альбома Femme Fatale (2011), и назвала его изюминкой Witness .  Несмотря на то, что Энди Гилл из The Independent назвал постановку "Hey Hey Hey" шаблонной, песня была одной из лучших в альбоме.  Купер из NMEсравнил «томный, просторный звук» записи с творчеством новозеландской певицы Лорда .
Другие обозреватели предположили, что в "Hey Hey Hey" речь идет о кандидатах на президентские выборы в США в 2016 году Дональде Трампе и Хиллари Клинтон , причем Перри встал на сторону последней. Залески из The AV Club негативно отозвался о треке, назвав его «раздражающим» и «особенно не обращающим внимания». Она отметила, что фраза «Потому что я женственная и мягкая, но я все еще босс, да» не соответствовала «не [...] теплому или относящемуся к делу» Клинтону, которого Перри неоднократно поддерживал поводов. Los Angeles Times «sМикаэль Вуд отрицательно написал: «'Hey Hey Hey' играет как слабую попытку повторить успех её вдохновляющего трека ' Roar ' 2013 года , на этот раз с тонкой как бумага мелодией и неуклюжими словами». Фабиан Горслер из Highsnobiety охарактеризовал сингл как «разочаровывающий».

## Музыкальное видео

### Производство и выпуск
Перед выпуском музыкального клипа на песню "Hey Hey Hey" Перри начала дразнить его серией последних фотографий на тему королевы Франции Марии-Антуанетты. Клип был впоследствии загружен на официальный канал певца на YouTube 20 декабря 2017 года, а закулисная премьера видео состоялась 4 января 2018 года на той же платформе. При размещении клипа в своей учётной записи Instagram Перри добавила подпись:
После года взлетов и падений (помните, это все путешествие), я хотел закончить 2017 год веселым, триумфальным леденцом. Подумайте об этом как о маленьком гламурном чулке от меня для вас. "Hey Hey Hey" - одна из моих любимых песен с "Witness", и для меня она воплощает боевой дух, который я всегда хочу, чтобы вы могли найти в себе и увидеть во мне. 
Видео на песню было снято в Беверли-Хиллз, Калифорния, Исааком Рентцем, а продюсерами выступили Нина Длухи-Миллер и Дэнни Локвуд. Были наняты шесть резервных танцоров; Меган Лоусон была названа их хореографом. Во время сопровождающего закулисного видео Перри возобновил сообщение клипа: «Если вы женщина, вам не обязательно быть чем-то одним, вы можете быть всем. И только то, что вы уязвимы, не сделать тебя слабым".  Рецензенты сказали, что музыкальное видео изображает события, происходящие в XVIII веке и Ancien Régime,  а также включает современные элементы. Во время клипа Перри носит скульптурный светлый парик с локонами, а внешность напоминает французские героини Жанны д'Арк и Антуанетты.  Джои Нолфи из Entertainment Weekly обнаружил сходство между гардеробом певца и гардеробом Софии Копполы из фильма «Мария-Антуанетта» 2006 года .

### Сводка
Образы Перри в видеоклипе напоминают образы французской героини Жанны д'Арк (слева ; миниатюра XV века) и последней королевы Франции Марии Антуанетты (справа ; написана Луизой Элизабет Виже Ле Брун в 1783 году).
Музыкальный клип открывается кадром замка и одного из его коридоров в французском стиле.  Лежащая в своей постели, Перри просыпается от звука рога, дуемого тремя женщинами  и ей дают коричневый напиток («Наполеоновский кофе»)  и свой смартфон, на котором она общается в видео с принцем Пигги (играет Тэд Браун ) относительно их даты. Три женщины чистят нижнее белье Перри, шнуруют её корсет и ходят с книгами на головах, среди прочего. Перри, казалось бы, пораженный, падает и видит книгу под названием «ЖАННА!», На обложке которой изображена женщина-воин. Видео впоследствии переходит к сцене, изображающей Перри, держащей меч и одетой в платье, с глазом на груди. Она танцует с тремя танцорами женского пола и ест с ними торт.
После этого сцена показывает Перри и принц Piggy «s дату; последний идет навстречу Перри и раскладывает овощи на тарелке, чтобы написать DTF.  отвращением Перри просит совета своего друга лорда Маркуса по телефону, который говорит ей: «Убирайся оттуда!». Затем Перри сражается с принцем Пигги в теме видеоигры , побеждая его. Возвращаясь к основному сюжету ролика, Перри и принц танцуют вместе и смотрят кукольный спектакль. Принц Пигги пытается поцеловать певицу; она шлепает его и обезглавливает, но её голову поднимает версия Перри, которую мы видели ранее. Ролик заканчивается тем, что Перри бежит с мечом к принцу и его слугам.

### Прием
Критики дали неоднозначные отзывы о музыкальном клипе после его премьеры. Нина Брака из Billboard назвала его «триумфальным», то время как Malay Mail назвала его « юмористическим»  а Нолфи из Entertainment Weekly описал его как «конфетного цвета».  Кевин Апаза из Direct Lyrics написал: «Мы полностью выкопали это видео. Нам понравился высокий бюджет, все идеальные детали, глубокое послание и, конечно же, юмор Кэти». Росс Макнейлэйдж из MTV UKаналогичным образом похвалил видео, указав на его «высокий концепт» и заявив: «Визуальная обработка [...] певца оживляет тексты, подчеркивая его темы стойкости с подходящей сюжетной линией. Несмотря на серьезный оттенок неповиновения, видео набито тупым юмором Кэти и совершенно не воспринимает себя слишком серьезно ».  Эван Йорссен из NRJ сравнил трех женщин, замеченных в клипе, сопровождающего Перри, с персонажами из американского комедийного фильма ужасов 1993 года « Фокус-покус» и французского фильма 1899 года « Золушка» .  Жюльен Гонсалвес из Pure Charts сравнил части концепции видео с Мадонной.живое исполнение " Vogue " (1990) на церемонии вручения наград MTV Video Music Awards 1990 года .  В отрицательном обзоре Горслер из Highsnobiety написал: «Визуальные эффекты, мягко говоря, менее чем звездные, с чрезмерным продюсированием и щедро бессмысленным сюжетом, делающим музыкальное видео одной из самых странных вещей, которые когда-либо выходили. в этом году. Но все, чего можно ожидать от такой артистки, как Кэти Перри, известной своей эксцентричностью ». Он также раскритиковал жесткую продакт-плейсмент и использование рэп-рэпа в начале видео, который «звучит так, как Кэти Перри, потратила слишком много времени на игры с Virtual DJ».  Журнал Vice также слегка раскритиковал последовательность размещения продукта.

## Живые выступления
Перри продвигала "Hey Hey Hey" с несколькими живыми выступлениями и включила песню в заключительный сегмент своего концертного тура Witness: The Tour (2017–2018), где она исполнила её на мотоцикле в стиле Tron .  Перри также спела этот трек во время четырёхдневной прямой трансляции на YouTube Кэти Перри Live: Witness World Wide (2017);  на фестивале в Гластонбери около Пилтона, Сомерсет , Англия, 24 июня  и для британской радиостанции Kiss 26 июня 2017 года, где она исполнила акустическую версию песни.

## Кредиты и персонал
Кредиты и персонал адаптированы из вкладышей журнала Witness .

### Запись
- Записано в MXM Studios (Лос-Анджелес, Калифорния), MXM Studios (Стокгольм, Швеция) и Wolf Cousins Studios (Стокгольм, Швеция)
- Сведено в MixStar Studios (Вирджиния-Бич, Вирджиния)
- Мастеринг в Sterling Sound (Нью-Йорк, Нью-Йорк)

### Персонал
- Кэти Перри  - написание песен, ведущий вокал, бэк-вокал
- Макс Мартин  - написание песен, производство для MXM Productions, программирование, перкуссия, зуб Макса
- Sia  - написание песен
- Али Паями  - написание песен, производство для Wolf Cousins Productions, программирование, перкуссия, бас, синтезаторы, фортепиано
- Сара Хадсон  - написание песен
- Astrid S  - бэк-вокал
- Сэм Холланд - инженерия
- Кори Байс - помощник инженера
- Джереми Лертола - помощник инженера
- Питер Карлссон - вокальный монтаж
- Serban Ghenea - смешивание
- Джон Хейнс - инженерия микширования
- Рэнди Меррилл - мастеринг

## Чарты
| Чарт (2017–18)                                 | Высшая позиция |
| ---------------------------------------------- | -------------- |
| Чехия (Rádio — Top 100)                        | 53             |
| Новая Зеландия (New Zealand Heatseekers, RMNZ) | 5              |
| Швеция (Sverigetopplistan)                     | 95             |

## История релиза
| Страна | Дата           | Формат                 | Лейбл     | Прим. |
| ------ | -------------- | ---------------------- | --------- | ----- |
| Италия | 12 января 2018 | Contemporary hit radio | Universal | [ 6 ] |